# Glomera aortica

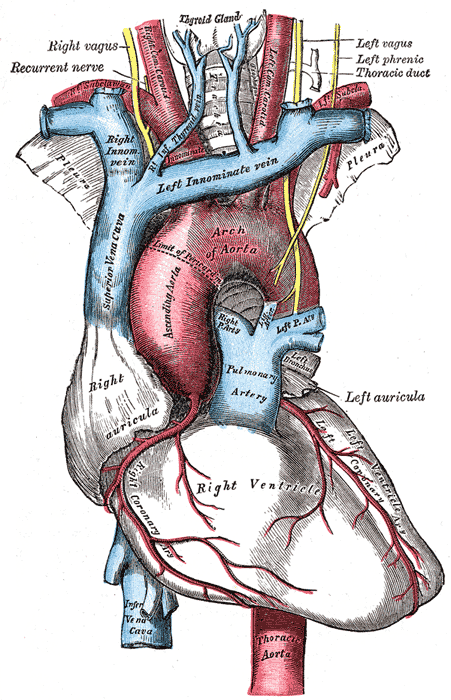
Herz und große Gefäße. Die Glomera aortica, nicht sichtbar, liegen vor und unter dem Aortenbogen (Arch of Aorta).

Die Glomera aortica (Singular Glomus aorticum; Aortenkörperchen) sind unregelmäßig verteilte millimetergroße Gebilde im Bereich des Aortenbogens und der Arteria subclavia, die mit den etwas größeren, paarigen Glomera carotica oberhalb der Teilungsstelle der Arteria carotis communis und weiteren Glomera, zum Beispiel am Kehlkopf, der Abwehr einer Hypoxie, also einer Unterversorgung mit Sauerstoff, dienen. Man rechnet diese Glomera zuweilen zu den Paraganglien. 
Die Glomera aortica bestehen aus so genannten Hüllzellen und Hauptzellen, ferner Blutgefäßen und Nervenfasern. Die Nervenfasern ziehen vorwiegend über den Nervus vagus gehirnwärts. Die Hauptzellen enthalten, in Vesikeln gespeichert, Botenstoffe wie Acetylcholin, Dopamin, Serotonin und Adenosintriphosphat. Sie funktionieren als Chemorezeptoren. Sinkt bei Unterversorgung mit Sauerstoff der Sauerstoff-Partialdruck des Blutes, steigt der Kohlendioxid-Partialdruck oder sinkt der pH-Wert, so werden die Zellen erregt – und zwar depolarisiert – und setzen ihre Botenstoffe frei. Die Botenstoffe wiederum erregen die Nervenfasern der Glomera, und über das Gehirn wird der Unterversorgung gegengesteuert.
Die Glomera aortica sind schwer zugänglich und deshalb weniger gut bekannt als die Glomera carotica. Die letzteren wurden bereits 1743 identifiziert, die Glomera aortica erst 1906 und nur näherungsweise. Ihre genauere Lage und Funktion haben die belgischen Pharmakologen Jean-François Heymans und sein Sohn Corneille Heymans 1927 entdeckt. Heute weiß man, dass ihre Hauptzellen ähnlich reagieren wie die Hauptzellen der Glomera carotica. Möglicherweise wird bei Sauerstoffmangel über die Glomera carotica vorwiegend die Atmung, über die Glomera aortica dagegen vorwiegend das Herz stimuliert; so würden sowohl die Sauerstoffaufnahme als auch der Sauerstofftransport gefördert werden.